# Egidio Vagnozzi
Egidio Vagnozzi (Roma, 2 febbraio 1906 – Città del Vaticano, 26 dicembre 1980) è stato un cardinale e arcivescovo cattolico italiano.

## Biografia
Nacque a Roma il 2 febbraio 1906.
Studiò presso il Seminario minore, il Pontificio Seminario Romano Maggiore e infine presso la Pontificia Università Lateranense, conseguendo il dottorato in filosofia, teologia e diritto canonico. All'età di 22 anni richiese una dispensa dall'ordinazione presbiterale non avendo ancora raggiunto l'età canonica. Terminò i propri studi nel 1930; nello stesso anno iniziò il suo servizio presso la Segreteria di Stato, facendo parte della delegazione apostolica negli Stati Uniti fino al 1942 quando divenne consigliere della nunziatura portoghese. Successivamente, dal 1945 al 1947 prestò servizio presso la nunziatura in Francia per poi assumere incarichi di rilievo nell'instaurazione di rapporti diplomatici tra la Santa Sede e l'India.
Il 9 marzo 1949 fu nominato arcivescovo titolare di Mira e nunzio apostolico nelle Filippine; ricevette la consacrazione episcopale il 22 maggio seguente dal cardinale Adeodato Giovanni Piazza, co-consacranti gli arcivescovi Francesco Borgongini Duca e Roberto Ronca.
Il 16 dicembre 1958 venne nominato delegato apostolico negli Stati Uniti d'America. Prese parte al Concilio Vaticano Secondo.
Papa Paolo VI lo elevò al rango di cardinale nel concistoro del 26 giugno 1967, nominandolo l'anno successivo presidente della Prefettura per gli Affari Economici della Santa Sede. Il 5 marzo 1973 opta per l'ordine presbiterale. Prese parte ad entrambi i conclavi del 1978. Dal 1979 alla morte fu Camerlengo del collegio cardinalizio.
Morì il 26 dicembre 1980 all'età di 74 anni.

## Genealogia episcopale e successione apostolica
La genealogia episcopale è:
- Cardinale Scipione Rebiba
- Cardinale Giulio Antonio Santori
- Cardinale Girolamo Bernerio, O.P.
- Arcivescovo Galeazzo Sanvitale
- Cardinale Ludovico Ludovisi
- Cardinale Luigi Caetani
- Cardinale Ulderico Carpegna
- Cardinale Paluzzo Paluzzi Altieri degli Albertoni
- Papa Benedetto XIII
- Papa Benedetto XIV
- Cardinale Enrico Enriquez
- Arcivescovo Manuel Quintano Bonifaz
- Cardinale Buenaventura Córdoba Espinosa de la Cerda
- Cardinale Giuseppe Maria Doria Pamphilj
- Papa Pio VIII
- Papa Pio IX
- Cardinale Alessandro Franchi
- Cardinale Giovanni Simeoni
- Cardinale Antonio Agliardi
- Cardinale Basilio Pompilj
- Cardinale Adeodato Piazza, O.C.D.
- Cardinale Egidio Vagnozzi

La successione apostolica è:
- Vescovo Vicente Posada Reyes (1950)
- Vescovo Manuel Porcia Yap (1951)
- Arcivescovo Gérard Mongeau, O.M.I. (1951)
- Vescovo Wilhelm Josef Duschak, S.V.D. (1951)
- Vescovo Peregrin de la Fuente Néstar, O.P. (1951)
- Arcivescovo John Jarlath Dooley, S.S.C.M.E. (1951)
- Arcivescovo Lino Rasdesales Gonzaga (1952)
- Arcivescovo Teopisto Valderrama Alberto (1952)
- Vescovo Patrick Harmon Shanley, O.C.D. (1953)
- Vescovo Odilo Etspueler, S.V.D. (1956)
- Vescovo Henry Charles Byrne, S.S.C.M.E. (1956)
- Arcivescovo Emilio Cinense y Abera (1957)
- Arcivescovo Teodulfo Sabugal Domingo (1957)
- Vescovo Robert Emmet Tracy (1959)
- Vescovo William Graham Connare (1960)
- Vescovo Thomas Francis Maloney (1960)
- Vescovo George Albert Hammes (1960)
- Arcivescovo Francis James Furey (1960)
- Vescovo Cletus Joseph Benjamin (1960)
- Vescovo David Monas Maloney (1961)
- Arcivescovo John Francis Whealon (1961)
- Vescovo Eldon Bernard Schuster (1961)
- Vescovo Ernest Leo Unterkoefler (1962)
- Arcivescovo Charles Alexander K. Salatka (1962)
- Vescovo Leo Thomas Maher (1962)
- Vescovo Thomas Austin Murphy (1962)
- Vescovo Warren Louis Boudreaux (1962)
- Vescovo Gerald Vincent McDevitt (1962)
- Arcivescovo Raymond Gerhardt Hunthausen (1962)
- Vescovo Clarence Edward Elwell (1962)
- Vescovo William Joseph McDonald (1964)
- Vescovo John Selby Spence (1964)
- Vescovo James Patrick Shannon (1965)
- Vescovo Romeo Roy Blanchette (1965)
- Vescovo Frank Henry Greteman (1965)
- Vescovo Raymond Joseph Gallagher (1965)
- Vescovo Loras Joseph Watters (1965)
- Vescovo Paul Francis Tanner (1965)
- Vescovo Harold Robert Perry, S.V.D. (1966)
- Vescovo Joseph Gregory Vath (1966)